# Murunducaris juneae
Murunducaris juneae là một loài động vật giáp xác thuộc họ Parastenocarididae. Đây là loài đặc hữu của Brasil.